# Franklin Mercantile Chess Club
Franklin Mercantile Chess Club – amerykański klub szachowy z siedzibą w Filadelfii.

## Historia
Klub został założony w październiku 1885 roku jako Franklin Chess Club; nazwę nadano na cześć Benjamina Franklina. Pierwszym przewodniczącym został Dion Martinez. W grudniu tego samego roku zorganizowano pierwsze klubowe mistrzostwa, wygrał je Charles Newman. Klub stał się znaczącym ośrodkiem szachowym we wschodniej części Stanów Zjednoczonych. W 1892 roku w klubie gościł Emanuel Lasker, a rok później – Harry Pillsbury. Na przełomie XIX i XX wieku klub rozgrywał towarzyskie mecze z Manhattan Chess Club i Marshall Chess Club. W 1955 roku Franklin Chess Club połączył się z Mercantile Library Chess Association (zał. 1896), tworząc Franklin Mercantile Chess Club. Rok później Bobby Fischer wygrał organizowane przez klub mistrzostwa Stanów Zjednoczonych juniorów, stając się najmłodszym szachistą z tym osiągnięciem. W latach 70. i 80. klub liczył około 300 członków. W XXI wieku liczebność spadła w znaczący sposób, w 2017 roku wynosiła 21 członków. Klub został zamknięty przed 2022 rokiem.